# Ayanna Alexander
Ayanna Alexander (née le 20 juillet 1982 à Arima) est une athlète trinidadienne, spécialiste du triple saut.

## Biographie
Elle se met au sport à l'âge de 13 ans, encouragée par son frère.
Elle devient championne de Trinité-et-Tobago en 2006 en battant Sheron Mark. En 2007 elle remporte les Championnats NACAC.
Début 2010 elle se fait une entorse lorsqu'elle établit un record national en salle à 13,99 m. En fin de saison elle remporte l'argent aux Jeux du Commonwealth, derrière la Jamaïcaine Trecia Smith.
Entre 2006 et 2015 elle remporte dix titres nationaux successifs au triple saut.

## Vie privée
Elle est mariée au triple-sauteur haïtien Samyr Lainé.

## Palmarès
| Date | Compétition                                      | Lieu         | Résultat | Marque  |
| ---- | ------------------------------------------------ | ------------ | -------- | ------- |
| 2007 | Championnats NACAC                               | San Salvador | 1re      | 13,29 m |
| 2008 | Championnats d'Amérique centrale et des Caraïbes | Cali         | 3e       | 13,30 m |
| 2010 | Jeux d'Amérique centrale et des Caraïbes         | Mayagüez     | 3e       | 13,64 m |
| 2010 | Jeux du Commonwealth                             | New Delhi    | 2e       | 13,91 m |
| 2011 | Championnats d'Amérique centrale et des Caraïbes | Mayagüez     | 1re      | 13,50 m |
| 2013 | Championnats d'Amérique centrale et des Caraïbes | Morelia      | 2e       | 13,17 m |
| 2014 | Jeux du Commonwealth                             | Glasgow      | 3e       | 14,01 m |
| 2016 | Championnats du monde en salle                   | Portland     | finale   | NM      |
| 2018 | Jeux du Commonwealth                             | Gold Coast   | 6e       | 13,47 m |
| 2018 | Jeux d'Amérique centrale et des Caraïbes         | Barranquilla | 9e       | 13,18 m |
| 2018 | Championnats NACAC                               | Toronto      | 6e       | 12,94 m |

## Records
| Épreuve             | Performance | Lieu       | Date            |
| ------------------- | ----------- | ---------- | --------------- |
| Triple saut         | 14,40 m     | Alexandria | 28 août 2014    |
| Triple saut (salle) | 13,99 m     | Blacksburg | 20 février 2010 |